# Saison 2000-2001 de l'AS Saint-Étienne
Chronologie
Saison précédente Saison suivante
La saison 2000-2001 de l'AS Saint-Étienne est la 2e d'affilée du club en Division 1 du Championnat de France de football.
Finissant 6e la saison précédente, le club n’a pas souhaité jouer la Coupe Intertoto, préférant se concentrer sur la saison à venir.
Saison compliquée en coulisses avec l’affaire des faux-passeports qui va empoisonner la vie du club durant quasiment toute la saison. 4 entraîneurs vont se succéder à la barre du club : Robert Nouzaret, Gérard Soler, John Toshack et le tandem Rudi Garcia-Jean-Guy Wallemme.
Finalement, le club redescend en Division 2 à l’issue de cette saison.

## Équipe professionnelle

### Mercato
| Nom                            | Nationalité | Poste     | Transfert      | Provenance/Destination   | Division       |
| ------------------------------ | ----------- | --------- | -------------- | ------------------------ | -------------- |
| Arrivées                       |             |           |                |                          |                |
| Laurent Huard                  |             | Milieu    | Transfert      | CS Sedan-Ardennes        | Division 1     |
| Karim Fellahi                  |             | Milieu    | Transfert      | Red Star                 | National       |
| Aleksandr Panov                |             | Attaquant | Transfert      | Zénith Saint-Pétersbourg | Russie         |
| Allan Olesen                   |             | Défenseur | Transfert      | AB Copenhague            | Superligaen    |
| Maxym Levytsky                 |             | Gardien   | Transfert      | Novorossiisk             | Première Ligue |
| Christophe Sanchez             |             | Attaquant | Prêt           | Bordeaux                 | Division 1     |
| Patrice Carteron               |             | Défenseur | Transfert      | Lyon                     | Division 1     |
| Luiz Alberto da Silva Oliveira |             | Défenseur | Transfert      | Flamengo                 | Brasileiro     |
| Départs                        |             |           |                |                          |                |
| Patrick Guillou                |             | Défenseur | Transfert      | FC Sochaux               | Division 2     |
| David Grondin                  |             | Défenseur | Transfert      | Cannes                   | Division 2     |
| Bruno Carotti                  |             | Milieu    | Transfert      | Toulouse FC              | Division 1     |
| Philippe Montanier             |             | Gardien   | Arrêt carrière | SM Caen                  | Division 2     |
| Francis Llacer                 |             | Milieu    | retour prêt    | Montpellier              | Division 2     |
| Bertrand Fayolle               |             | Milieu    | Transfert      | Sion                     | Super League   |
| Romarin Billong                |             | Défenseur | Transfert      | Nancy                    | Division 2     |
| Nestor Subiat                  |             | Attaquant | Transfert      | Carouge                  | 1re Ligue      |
| Kader Ferhaoui                 |             | Milieu    | Transfert      | Red Star                 | National       |
| Patrick Revelles               |             | Attaquant | Transfert      | Le Havre AC              | Division 2     |

| Nom                            | Nationalité | Poste     | Transfert | Provenance/Destination | Division       |
| ------------------------------ | ----------- | --------- | --------- | ---------------------- | -------------- |
| Arrivées                       |             |           |           |                        |                |
| Alex Di Rocco                  |             | Attaquant | Transfert | CS Sedan-Ardennes      | Division 1     |
| Départs                        |             |           |           |                        |                |
| Aleksandr Panov                |             | Attaquant | Prêt      | Lausanne               | Super League   |
| Patrice Carteron               |             | Défenseur | Prêt      | Sunderland             | Premier League |
| Luiz Alberto da Silva Oliveira |             | Défenseur | Transfert | Real Sociedad          | Liga           |
| Maxym Levytsky                 |             | Gardien   | Transfert | Spartak Moscou         | Première Ligue |

## Championnat
Un des tournants des matchs allers est la défaite 4-3 sur le terrain d'Auxerre avec notamment la grave blessure de José Aloisio, qui se brise le genou et sera absent 6 mois.

### Matches aller
| Date       | N o | Adversaire             | Lieu | Résultat | Buteurs pour Saint-Étienne       | Points | Place |
| ---------- | --- | ---------------------- | ---- | -------- | -------------------------------- | ------ | ----- |
| 29/07/2000 | J01 | Guingamp               | Ext. | 2- 2     | Aloisio 8e, Joswiak 86e (csc)    | 1      | 6     |
| 04/08/2000 | J02 | Olympique de Marseille | Dom. | 3 - 0    | Sarr 27e, Alex 69e 72e           | 4      | 4     |
| 12/08/2000 | J03 | Toulouse               | Ext. | 1- 1     | Panov 5e                         | 5      | 7     |
| 19/08/2000 | J04 | Bordeaux               | Dom. | 1 - 0    | Sarr 11e                         | 8      | 4     |
| 27/08/2000 | J05 | AJ Auxerre             | Ext. | 4 - 3    | Guel 6e, Pedron 52e, Sanchez 90e | 8      | 7     |
| 06/09/2000 | J06 | Lyon                   | Dom. | 2 - 2    | Pedron 11e, Potillon 50e         | 9      | 7     |
| 09/09/2000 | J07 | Paris SG               | Ext. | 5 - 1    | Huard 65e                        | 9      | 12    |
| 17/09/2000 | J08 | Lille                  | Dom. | 1 - 1    | Alex 21e                         | 10     | 11    |
| 23/09/2000 | J09 | RC Strasbourg          | Ext. | 3 - 2    | Alex 69e 80e                     | 10     | 14    |
| 30/09/2000 | J10 | Rennes                 | Dom. | 0 - 2    | -                                | 10     | 16    |
| 14/10/2000 | J11 | Sedan                  | Ext. | 2 - 1    | Sanchez 20e                      | 10     | 16    |
| 21/10/2000 | J12 | Metz                   | Dom. | 2 - 0    | Mettomo 52e, Alex 78e            | 13     | 16    |
| 29/10/2000 | J13 | Bastia                 | Ext. | 0 - 0    | -                                | 14     | 16    |
| 04/11/2000 | J14 | Troyes                 | Dom. | 4 - 1    | Alex 5e 58e 70e, Huard 55e       | 17     | 15    |
| 10/11/2000 | J15 | Monaco                 | Dom. | 1 - 0    | Alex 9e                          | 20     | 11    |
| 18/11/2000 | J16 | RC Lens                | Ext. | 0 - 0    | -                                | 21     | 10    |
| 26/11/2000 | J17 | FC Nantes              | Dom. | 0 - 2    | -                                | 21     | 13    |

### Matchs retour
De nombreux changements au niveau comptable auront lieu dans cette partie retour dus au retrait de 7 points par la LFP, puis leur suspension, puis les appels successifs et la confirmation des points de retrait.
| Date       | N o | Adversaire             | Lieu | Résultat | Buteurs pour Saint-Étienne          | Points | Place |
| ---------- | --- | ---------------------- | ---- | -------- | ----------------------------------- | ------ | ----- |
| 29/11/2000 | J18 | Olympique de Marseille | Ext. | 2 - 1    | Huard 87e                           | 21     | 14    |
| 02/12/2000 | J19 | Toulouse               | Dom. | 1 - 0    | Potillon 85e                        | 24     | 14    |
| 10/12/2000 | J20 | Bordeaux               | Ext. | 2 - 1    | Sarr 29e                            | 24     | 14    |
| 16/12/2000 | J21 | AJ Auxerre             | Dom. | 2 - 0    | Pedron 22e, Potillon 27e            | 27     | 12    |
| 21/12/2000 | J22 | Lyon                   | Ext. | 2 - 1    | Alex 70e                            | 27     | 13    |
| 13/01/2001 | J23 | Paris SG               | Dom. | 1 - 0    | Sanchez 51e (pen.)                  | 30     | 15    |
| 27/01/2001 | J24 | Lille                  | Ext. | 4- 1     | Diawara 28e                         | 30     | 13    |
| 03/02/2001 | J25 | RC Strasbourg          | Dom. | 3 - 3    | Potillon 7e, Sarr 39e, Di Rocco 88e | 31     | 13    |
| 06/02/2001 | J26 | Rennes                 | Ext. | 3 - 0    | -                                   | 25     | 16    |
| 17/02/2001 | J27 | Sedan                  | Dom. | 0 - 2    | -                                   | 25     | 17    |
| 03/03/2001 | J28 | Metz                   | Ext. | 3 - 0    | -                                   | 24     | 17    |
| 17/03/2001 | J29 | Bastia                 | Dom. | 2 - 1    | Pedron 7e, Alex 80e                 | 27     | 17    |
| 07/04/2001 | J30 | Troyes                 | Ext. | 0 - 0    | -                                   | 28     | 17    |
| 14/04/2001 | J31 | Monaco                 | Ext. | 5 - 3    | Pedron 30e, Alex 35e, Aloisio 60e   | 28     | 16    |
| 28/04/2001 | J32 | RC Lens                | Dom. | 1 - 1    | Diawara 83e                         | 29     | 17    |
| 12/05/2001 | J33 | FC Nantes              | Ext. | 1 - 0    | -                                   | 29     | 17    |
| 19/05/2001 | J34 | Guingamp               | Dom. | 2- 2     | Sarr 44e, Huard 81e                 | 30     | 17    |

### Classement
Le classement retranscrit ici est celui publié sur le site de compilation de résultat RSSS et de nombreux autres sites qui présentent un classement avec les toulousains devant les stephanois. Notons que le site officiel de la LFP accorde lui la victoire 1-0 à Saint-Étienne dans le match contre Toulouse malgré une décision suprême du Conseil d'État ayant indiqué que la victoire devait revenir aux toulousains.
| Rang | Équipe        | Pts | J  | G  | N  | P  | Bp | Bc | Diff |
| ---- | ------------- | --- | -- | -- | -- | -- | -- | -- | ---- |
| 1    | Nantes        | 68  | 34 | 21 | 5  | 8  | 58 | 36 | +22  |
| 2    | Lyon L        | 64  | 34 | 17 | 13 | 4  | 57 | 30 | +27  |
| 3    | Lille P       | 59  | 34 | 16 | 11 | 7  | 43 | 27 | +16  |
| 4    | Bordeaux      | 57  | 34 | 15 | 12 | 7  | 48 | 33 | +15  |
| 5    | Sedan         | 52  | 34 | 14 | 10 | 10 | 47 | 40 | +7   |
| 6    | Rennes        | 50  | 34 | 15 | 5  | 14 | 46 | 37 | +9   |
| 7    | Troyes        | 46  | 34 | 11 | 13 | 10 | 45 | 47 | -2   |
| 8    | Bastia        | 45  | 34 | 13 | 6  | 15 | 45 | 41 | +4   |
| 9    | Paris SG      | 44  | 34 | 12 | 8  | 14 | 44 | 45 | -1   |
| 10   | Guingamp P    | 44  | 34 | 11 | 11 | 12 | 40 | 48 | -8   |
| 11   | Monaco T S    | 43  | 34 | 12 | 7  | 15 | 53 | 50 | +3   |
| 12   | Metz          | 42  | 34 | 11 | 9  | 14 | 35 | 44 | -9   |
| 13   | Auxerre       | 41  | 34 | 11 | 8  | 15 | 31 | 41 | -10  |
| 14   | Lens          | 40  | 34 | 9  | 13 | 12 | 37 | 39 | -2   |
| 15   | Marseille     | 40  | 34 | 11 | 7  | 16 | 31 | 40 | -9   |
| 16   | Toulouse P    | 37  | 34 | 9  | 10 | 15 | 34 | 49 | -15  |
| 17   | Saint-Étienne | 34  | 34 | 8  | 10 | 16 | 42 | 56 | -14  |
| 18   | Strasbourg C  | 29  | 34 | 7  | 8  | 19 | 28 | 61 | -33  |

Qualifications européennes
Ligue des champions 2001-2002
- 1er et 2e : phase de groupes
- 3e : 3e tour de qualification pour non-champions

Coupe UEFA 2001-2002
- 4e, 5e et CF : premier tour

Coupe Intertoto 2001
- 6e : troisième tour
- 7e, 8e et 9e : deuxième tour

Relégation
- Relégation en Division 2 2001-2002
- Rétrogradation administrative

Abréviations
T : Tenant du titre

C : Vainqueur de la Coupe de France 2000-2001

L : Vainqueur de la Coupe de la Ligue 2000-2001

P : Promus de Division 2 1999-2000

S : Vainqueur du Trophée des champions 2000
 Victoire à 3 points.

## Coupe de France

### Tableau récapitulatif des matchs
| Date       | N o         | Adversaire          | Lieu | Résultat      | Buteurs pour Saint-Étienne            | Suite                          |
| ---------- | ----------- | ------------------- | ---- | ------------- | ------------------------------------- | ------------------------------ |
| 20/01/2001 | 1/32e de f. | Gazélec Ajaccio (N) | Ext. | 2 - 3 ap      | Pédron 25e, Sablé 90e, Chavériat 108e | Qualifiés pour les 1/16e de f. |
| 09/02/2001 | 1/16e de f. | Lyon                | Ext. | 1 – 1 4-3 tab | Fellahi 59e                           | Éliminés                       |

## Coupe de la Ligue

### Tableau récapitulatif des matchs
| Date       | N o         | Adversaire | Lieu | Résultat | Buteurs pour Saint-Étienne  | Suite                            |
| ---------- | ----------- | ---------- | ---- | -------- | --------------------------- | -------------------------------- |
| 06/01/2001 | 1/16e de f. | AC Ajaccio | Ext. | 1 - 2 ap | Chavériat 111e, Pédron 117e | Qualifiés pour les 8e de finale  |
| 30/01/2001 | 1/8e de f.  | AJ Auxerre | Dom. | 2 - 0    | Pédron 39e, Sanchez 45e     | Qualifiés pour les 1/4 de finale |
| 25/02/2001 | 1/4 de f.   | Niort      | Ext. | 3 - 2    | Alex 11e, di Rocco 22e      | Éliminés                         |

## Statistiques individuelles

### Statistiques buteurs
| Place | Nom                  | Division 1 | Coupe de France | Coupe de la Ligue | TOTAL des BUTS |
| 1     | Alex Dias de Almeida | 13 buts    | -               | 1 but             | 14 buts        |
| 2     | Stéphane Pédron      | 5 buts     | 1 but           | 2 buts            | 8 buts         |
| 3     | Pape Sarr            | 5 buts     | -               | -                 | 5 buts         |
| 4     | Lionel Potillon      | 4 buts     | -               | -                 | 4 buts         |
| 4     | Laurent Huard        | 4 buts     | -               | -                 | 4 buts         |
| 4     | Christophe Sanchez   | 3 buts     | -               | 1 but             | 4 buts         |
| 7     | José Aloisio         | 2 buts     | -               | -                 | 2 buts         |
| 7     | Fousseni Diawara     | 2 buts     | -               | -                 | 2 buts         |
| 7     | Alex Di Rocco        | 1 but      | -               | 1 but             | 2 buts         |
| 7     | Loïc Chavériat       | -          | 1 but           | 1 but             | 2 buts         |
| 11    | Lucien Mettomo       | 1 but      | -               | -                 | 1 but          |
| 11    | Tchiressoua Guel     | 1 but      | -               | -                 | 1 but          |
| 11    | Aleksandr Panov      | 1 but      | -               | -                 | 1 but          |
| 11    | Julien Sablé         | -          | 1 but           | -                 | 1 but          |
| 11    | Karim Fellahi        | -          | 1 but           | -                 | 1 but          |
| #     | contre son camp      | 1 but      | -               | -                 | 1 but          |
| Total | 15 buteurs           | 44 buts    | 4 buts          | 6 buts            | 54 buts        |

Date de mise à jour : le 27 août 2014.

### Statistiques cartons jaunes
| Place | Nom                | Division 1 | Coupe de France | Coupe de la Ligue | TOTAL des CARTONS JAUNES |
| 1     | Bjorn Tore Kvarme  | 4 cartons  | -               | 2 cartons         | 6 cartons                |
| 2     | Julien Sablé       | 5 cartons  | -               | -                 | 5 cartons                |
| 2     | Patrice Carteron   | 4 cartons  | 1 carton        | -                 | 5 cartons                |
| 4     | Laurent Huard      | 4 cartons  | -               | -                 | 4 cartons                |
| 4     | Pape Sarr          | 4 cartons  | -               | -                 | 4 cartons                |
| 4     | Stéphane Pédron    | 4 cartons  | -               | -                 | 4 cartons                |
| 4     | Jean-Guy Wallemme  | 3 cartons  | -               | 1 carton          | 4 cartons                |
| 8     | Lucien Mettomo     | 3 cartons  | -               | -                 | 3 cartons                |
| 8     | Luiz Alberto       | 3 cartons  | -               | -                 | 3 cartons                |
| 8     | Allan Olesen       | 2 cartons  | -               | 1 carton          | 3 cartons                |
| 11    | Alex               | 2 cartons  | -               | -                 | 2 cartons                |
| 11    | Sylvain Meslien    | 2 cartons  | -               | -                 | 2 cartons                |
| 11    | Tchiressoua Guel   | 2 cartons  | -               | -                 | 2 cartons                |
| 11    | Mickaël Pontal     | 2 cartons  | -               | -                 | 2 cartons                |
| 11    | Lionel Potillon    | 1 carton   | 1 carton        | -                 | 2 cartons                |
| 11    | Stéphane Hernandez | 1 carton   | -               | 1 carton          | 2 cartons                |
| 17    | Aleksandr Panov    | 1 carton   | -               | -                 | 1 carton                 |
| 17    | Maxym Levytsky     | 1 carton   | -               | -                 | 1 carton                 |
| 17    | Karim Fellahi      | 1 carton   | -               | -                 | 1 carton                 |
| 17    | Alex Di Rocco      | 1 carton   | -               | -                 | 1 carton                 |
| 17    | José Aloisio       | 1 carton   | -               | -                 | 1 carton                 |
| 17    | Fousseni Diawara   | 1 carton   | -               | -                 | 1 carton                 |
| 17    | Jérémie Janot      | -          | 1 carton        | -                 | 1 carton                 |
| Total | 24 joueurs avertis | 54 cartons | 3 cartons       | 5 cartons         | 62 cartons               |

Date de mise à jour : le 27 août 2014.

### Statistiques cartons rouges
| Place | Nom               | Division 1 | TOTAL des CARTONS ROUGES |
| 1     | Jean-Guy Wallemme | 1 carton   | 1 expulsion              |
| Total | 1 expulsé         | 1 carton   | 1 expulsion              |

Date de mise à jour : le 27 août 2014.

## Affluence
Affluence de l'AS Saint-Étienne à domicile

## Joueurs en sélection nationale

### Équipe de France
| Joueurs      | Position | Date       | Adversaire         | Score | But | Temps de jeu |
| Julien Sablé | Milieu   | 16.08.2000 | Russie             | 1 - 1 | -   | 45           |
| Julien Sablé | Milieu   | 03.09.2000 | Israël             | 3 - 0 | -   | 5            |
| Julien Sablé | Milieu   | 15.11.2000 | Bosnie-Herzégovine | 1 - 0 | -   | 90           |
| Julien Sablé | Milieu   | 23.01.2001 | Finlande           | 3 - 0 | -   | 13           |
| Julien Sablé | Milieu   | 25.03.2001 | Espagne            | 1 - 1 | -   | 90           |
| Julien Sablé | Milieu   | 24.04.2001 | Autriche           | 1 - 1 | -   | 90           |

### Sélections étrangères
| Nom              | Éliminatoires CM ou CAN | Éliminatoires CM ou CAN | Éliminatoires CM ou CAN | Éliminatoires CM ou CAN | CAN | CAN         | CAN    | CAN          | Matchs amicaux | Matchs amicaux | Matchs amicaux | Matchs amicaux | Total | Total       | Total  | Total        |
| Nom              | MJ                      | But inscrit             | Averti                  | Carton rouge            | MJ  | But inscrit | Averti | Carton rouge | MJ             | But inscrit    | Averti         | Carton rouge   | MJ    | But inscrit | Averti | Carton rouge |
| ---------------- | ----------------------- | ----------------------- | ----------------------- | ----------------------- | --- | ----------- | ------ | ------------ | -------------- | -------------- | -------------- | -------------- | ----- | ----------- | ------ | ------------ |
| Tchiressoua Guel | 7                       | 1                       | 2                       | 0                       | 0   | 0           | 0      | 0            | 0              | 0              | 0              | 0              | 7     | 1           | 2      | 0            |
| Pape Sarr        | 9                       | 0                       | 0                       | 0                       | 3   | 1           | 0      | 0            | 0              | 0              | 0              | 0              | 12    | 1           | 0      | 0            |
| Aleksandr Panov  | 1                       | 0                       | 0                       | 0                       | 0   | 0           | 0      | 0            | 1              | 0              | 0              | 0              | 2     | 0           | 0      | 0            |

## Équipe réserve
L'équipe réserve de l'ASSE sert de tremplin vers le groupe professionnel pour les jeunes du centre de formation ainsi que de recours pour les joueurs de retour de blessure ou en manque de temps de jeu.
Pour la saison 2000-2001, elle évolue dans le groupe B du championnat de France amateur, soit le quatrième niveau de la hiérarchie du football en France.
Elle termine 4e de son groupe.
Extrait du classement de CFA 2000-2001 (Groupe B)
| Rang | Équipe                  | Pts | J  | G  | N  | P  | Bp | Bc | Diff |
| ---- | ----------------------- | --- | -- | -- | -- | -- | -- | -- | ---- |
| 1    | Sète                    | 95  | 34 | 17 | 10 | 7  | 51 | 30 | +21  |
| 2    | Olympique lyonnais rés. | 94  | 34 | 17 | 9  | 8  | 59 | 31 | +28  |
| 3    | Stade Beaucaire         | 92  | 34 | 16 | 10 | 8  | 59 | 46 | +13  |
| 4    | AS Saint-Étienne rés.   | 85  | 34 | 15 | 6  | 13 | 56 | 30 | +26  |
| 5    | Bourg-Péronnas          | 84  | 34 | 14 | 8  | 12 | 39 | 38 | +1   |